# Robert Negoiță

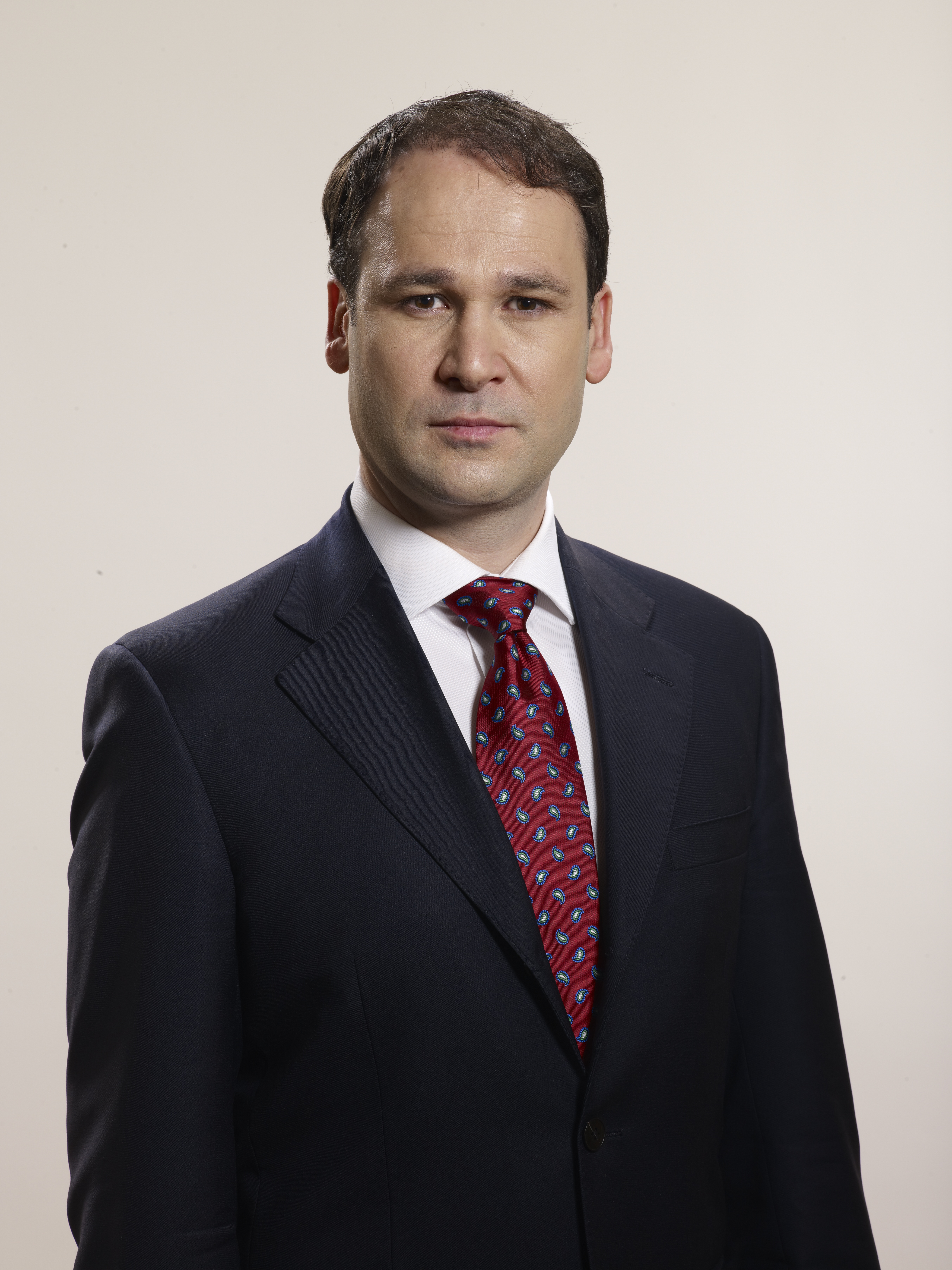
Robert Negoiță

Robert Sorin Negoiță (geboren am 29. März 1972) ist ein rumänischer Politiker und Geschäftsmann. Er ist auf einem der ersten Plätze im Top 300 der rumänischen Millionäre, erstellt durch die Zeitschrift Capital. Gegenwärtig ist er Bürgermeister des 3. Stadtbezirks Bukarest.

## Leben und Karriere

### Familie und Ausbildung
Geboren in der Gemeinde Măneciu, Kreis Prahova, hat Negoiță die Oberschule im Alter von 31 Jahren abgeschlossen. Robert Negoiță hat die Jurauniversität im Jahr 2007 (Universität Bioterra) und die Fakultät für internen und internationalen Wirtschaftstourismus (rumänisch-amerikanische Universität) abgeschlossen.
Die Eltern, Ilie und Lidia Negoiță, haben im 1968 geheiratet; er hat zwei ältere Schwester und einen jüngeren Bruder. Durch die Namensverwirrung haben mehrere Personen geglaubt, dass Robert Negoiță mit Liviu Negoiță verwandt wäre, was nicht wahr ist. Robert Negoiță hat zum ersten Mal im 1996 mit Magdalena Negoiță geheiratet. Sie haben einen Sohn, geboren im 1998, und eine Tochter, geboren im 2000, wobei sie sich aber im 2008 scheiden ließen. Im 2009, nach der Scheidung von Magdalena, hat Robert Negoiță die Sorina Docuz kennengelernt, wobei er diese im Sommer 2013 geheiratet hat. Sie haben gemeinsam einen Sohn, der im November geboren ist.

### Geschäfte
Die ersten Schritte im Geschäftsbereich hat er im 1997, als er, nach Rückkehr nach Rumänien, die Firma Euroline verwaltete, gemacht. Er gründet die eigenen Geschäfte im Jahr 1998 und entwickelt, zusammen mit seinem Bruder, Ionuț Negoiță, die Firma Pro Confort, die im Bereich der Fußbodenprodukte spezialisiert ist. Die ausgezeichnete Entwicklung der Firma Pro Confort führt zur Entscheidung der jungen Geschäftsleute, deren Tätigkeit zu diversifizieren, so dass Pro Confort auch im Bereich der Herstellung von PVC-Fenstern, Türen und Möbeln tätig wird, was letztendlich zur Entwicklung von Confort Group führt. Die Dienstleistungen beschränken sich nicht mehr auf die Bauindustrie und die Fußbodenprodukte, wobei das Unternehmen auch in der Hotelbranche tätig ist.
Die Partnerschaft zwischen Confort Group und Pro Hotels führt im Jahr 2003 zur Eröffnung des ersten Hotels Confort im Gebiet Otopeni, gefolgt, im Jahr 2004, durch ein neues Hotel Confort, diesmal im Zentrum von Bukarest. Im 2007 eröffnen Ionuț und Robert Negoiță das Rin Grand Hotel, das größte Hotelprojekt in Europa, gelegen in Bukarest – Bereich Vitan, mit 1460 Zimmern, 42 Konferenzsälen, Restaurants, Wellness-Einrichtungen, Sportsaal usw. Die Hälfte des Hotels Rin Grand wurde im Jahr 2011 als Appartements umgebaut.
Confort Group wurde durch Domus Stil – Bauträger von Wohnvierteln (Confort Residence, Confort Park und Confort City) konsolidiert. Confort Group hat auch den ersten Freizeitwasserpark in der Nähe der Hauptstadt errichtet. 6 km von Bukarest entfernt wurde der Water Park Otopeni im Sommer des Jahres 2004 eröffnet. Water Park ist der größte Wasserpark Rumäniens.

## Politische Karriere
Im 2004 hat sich Robert Negoiță am politischen Leben beteiligt, wobei er sich in diesem Zusammenhang für die Mitgliedschaft innerhalb der Partidul Social Democrat (PSD) entschieden hat. Ab dem 2004 wurde er stellvertretender Vorsitze der TSD – Jugendorganisation der sozialdemokratischen Partei und eine wichtige Person im Jugendverband der Sozialdemokraten.
In der zweiten Hälfte des Jahres 2007 hat Robert Negoiță innerhalb der TSD die Liga der Jungen Sozialdemokratischen Unternehmen gegründet, wobei er offiziell als Vorsitzender dieser Organisation gewählt wurde. LTISD ist eine neue Organisation, die als Ziel die Erfüllung der Bedürfnisse der aktiven Gesellschaft, der Steuerzahler und die Sicherstellung einer Beziehung, basierend auf Solidarität, zwischen den Geschäftsbereich und der Gesellschaft verfolgt. Ab deren Gründung hat sich LTISD an verschiedenen öffentlichen Debatten beteiligt und Lösungen, basierend auf der Erfahrung außerhalb der Politik deren Mitglieder lanciert. Eine der wichtigsten Initiativen in diesem Zusammenhang ist der Vorschlag zur differenzierten Besteuerung der Grundstücke, um die Spekulation mit Grundstücken und die unkontrollierte Preissteigerung auf dem Immobilienmarkt zu bekämpfen.
Er wurde als stellvertretender Vorsitzender der PSD während der außerordentlichen Tagung im 2010 gewählt. Am 7. Juli 2010 wird Robert Negoiță als Vorsitzender der PSD Ilfov gewählt und im 2011 übernimmt er die vorläufige Führung der Organisation der PSD des 3. Stadtbezirks. Er verzichtet auf sämtliche Ämter innerhalb der Rin Group, sowie auf alle anderen durchgeführten Geschäfte und kandidiert im Winter 2008 an den Parlamentswahlen für die Abgeordnetenkammer des uninominellen Kollegs Nr. 1 im Kreis Teleorman. Robert Negoiță wurde als Kandidat der USL  - Sozial-liberalen Union für das Rathaus des 3. Stadtbezirks in Bukarest für die Wahlen im Juni 2012.

## Kultur und Soziales
Robert Negoiță hat ein besonderes Interesse für die Theaterwelt, wobei die Stiftung Robert Negoiță am Rin Grand Hotel in Zusammenarbeit mit berühmten Theatern aus Bukarest zahlreiche Shows veranstaltet hat: Leidenschaft in Rin Grand Hotel (Anpassung nach Mord in Howard Johnson), Ich bin ein Blinder, Rendez-Vous.